# Hon’ami Kōetsu

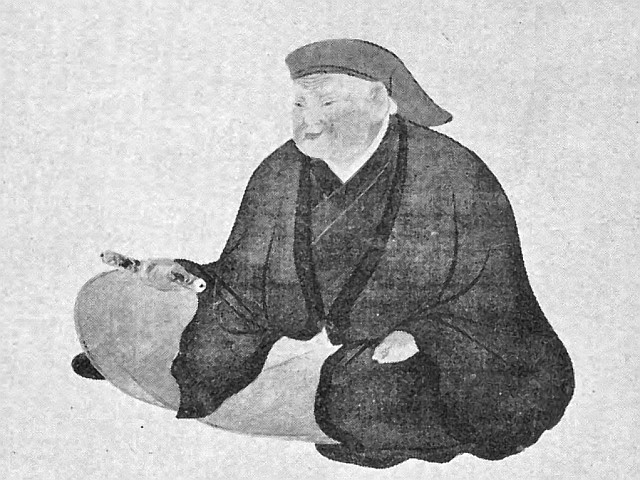
Hon’ami Kōetsu

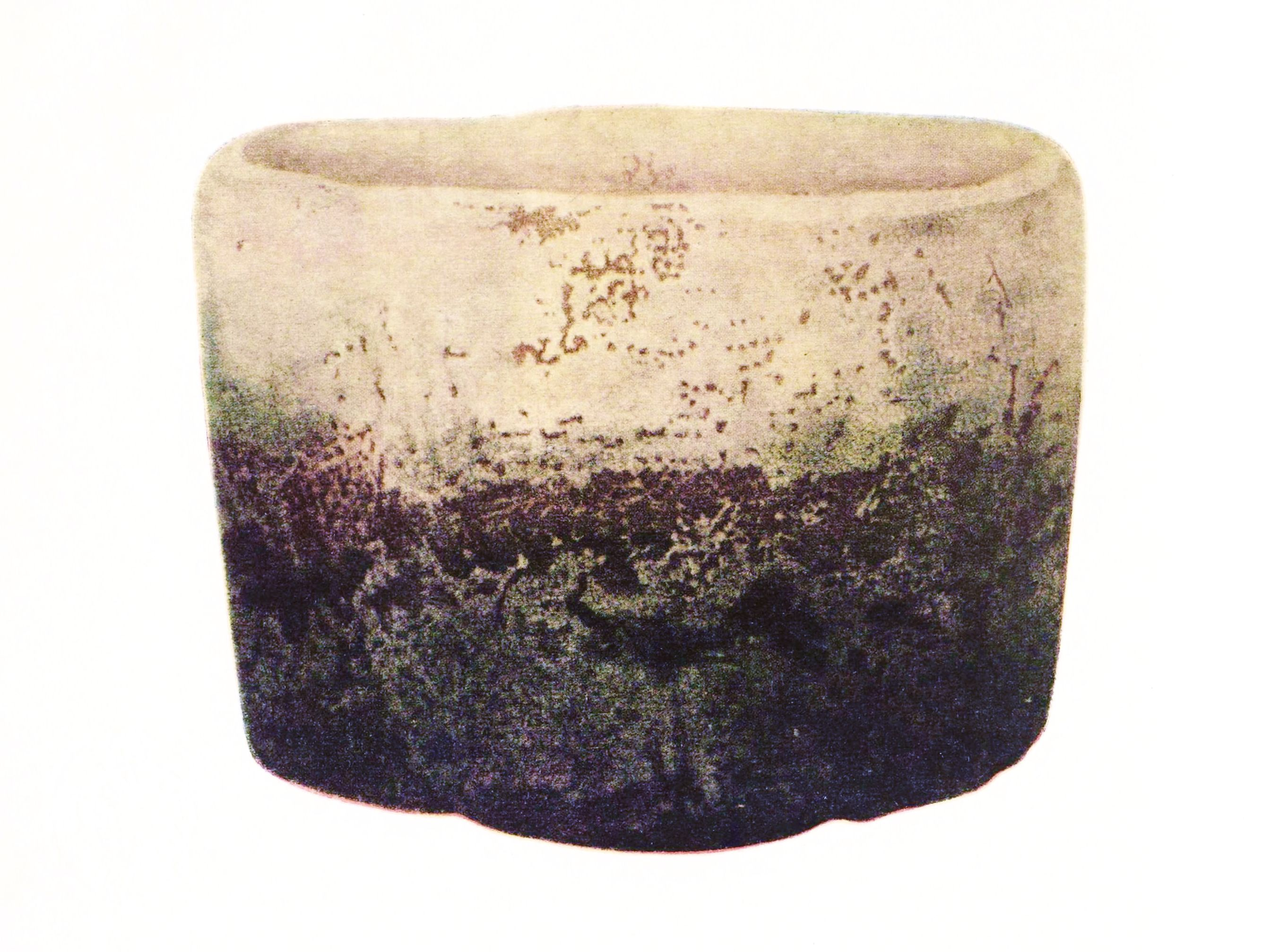
Raku-Teeschale

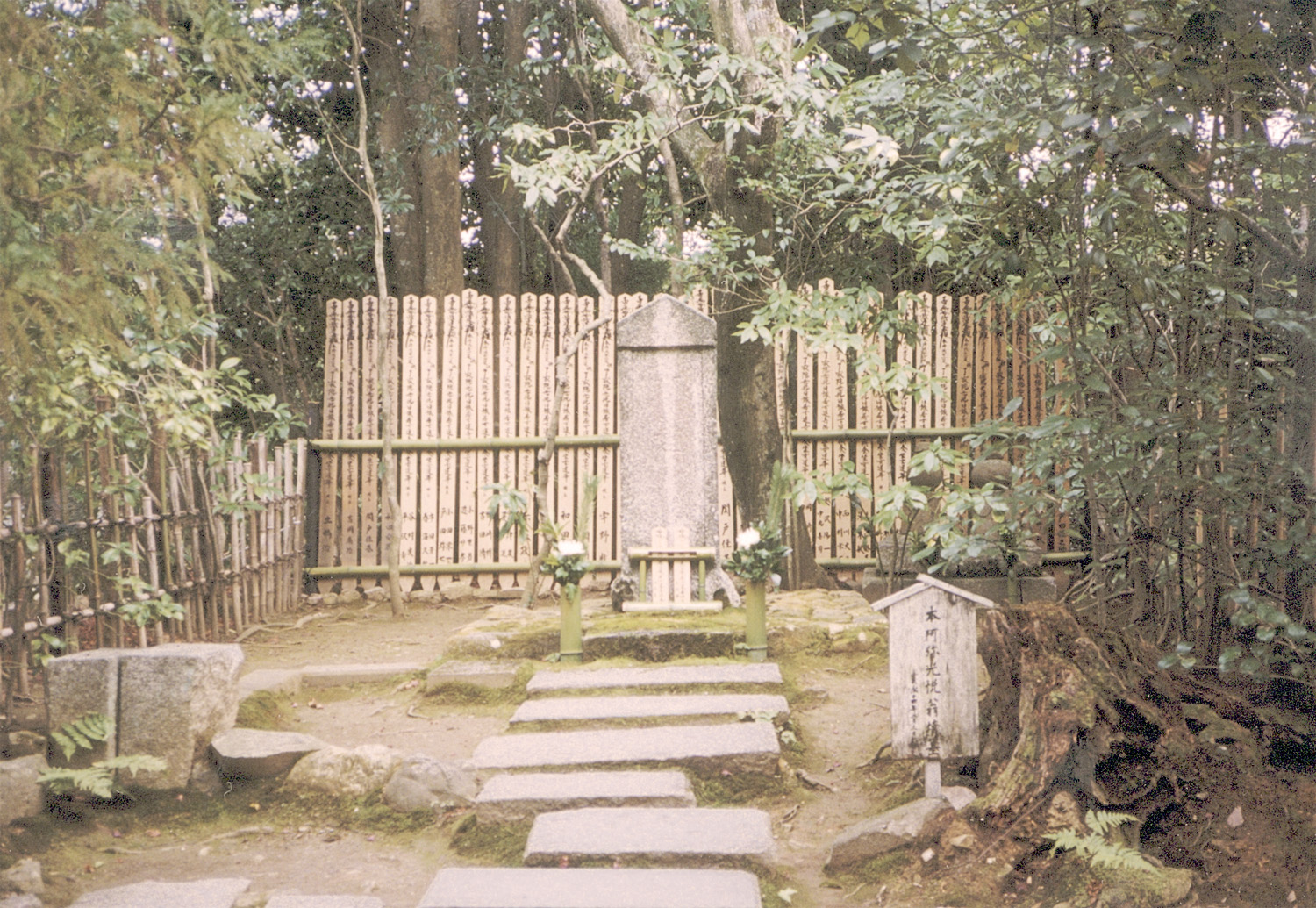
Kōetsus Grab in Kyōto

Hon’ami Kōetsu (japanisch 本阿弥 光悦; geb. 1558; gest. 27. Februar 1637) war ein japanischer Kalligraph und Töpfer, einer der „Drei Kalligraphen der Kan’ei-Zeit“.

## Leben und Werk
Die Mitglieder der Hon’ami-Familie waren Schwert-Schärfer und -Polierer sowie Beurteiler von Schwertern. Über die Jugend von Kōetsu ist kaum etwas bekannt, aber er muss in einer Umgebung aufgewachsen sein, in der man sich nicht nur mit Schwertern, sondern auch allgemein mit Kunsthandwerk und Kunst beschäftigte. Er scheint viel Freiheit besessen zu haben und konnte so seinen künstlerischen Neigungen nachgehen. Er besaß einen großen Bekanntenkreis, sowohl im Schwertadel als auch in Wirtschaftskreisen, kannte Ärzte, Tee-Meister, Hersteller von Lackarbeiten, von Schwertern und die Töpfer der Raku-Familie. Aus diesen Bekanntschaften entwickelte er seine eigenen künstlerischen Ideen.
Eine besonders wichtige Freundschaft war die mit Suminokura Soan (角倉 素庵; 1571–1632). Dieser war nicht nur ein im Außenhandel tätiger Unternehmer und Entwickler, sondern ein Kunstkenner und Verleger von teuren Büchern, Sagabon (嵯峨本) genannt. Soan verlegte diese Bücher in der Keichō-Zeit (1598–1615) und scheint sich dabei auf Kōetsu gestützt zu haben, der zu der Zeit bereits ein gereifter Kalligraph war und die Kalligraphien für die Bücher beisteuerte.
In seinen Kalligraphien kombinierte er häufig Gedichtzeilen mit Landschaftsdarstellungen.
Kōetsu hatte sich zunächst vor allem mit der Kalligraphie beschäftigt, aber im späteren Leben wandte er sich auch der Töpferei zu. Zum Teil ist das darauf zurückzuführen, dass er ab 1610 von Lähmungen beeinträchtigt wurde. Er verließ die Stadtmitte Kyōtos und ließ sich in Taka-ga-mine (鷹ヶ峰) im Norden der Stadt nieder, wo ihm Tokugawa Ieyasu ein Stück Land zugeteilt hatte. Dort begann sein Wirken als Töpfer, wobei der der Raku-Tradition folgte, wenn auch seine Teeschalen seinem Charakter gemäß sich sehr unterscheiden. Dabei orientierte er sich an Tanaka Sōkei (田中 宗慶; 1525–?) und arbeitete mit einem gewissen Nonkō aus der Raku-Familie zusammen. Er regte andere Töpfer an, sich auch dort niederzulassen, wodurch eine Art Kunsthandwerker-Siedlung entstand, die sich allerdings nach seinem Tode auflöste.

## Bilder

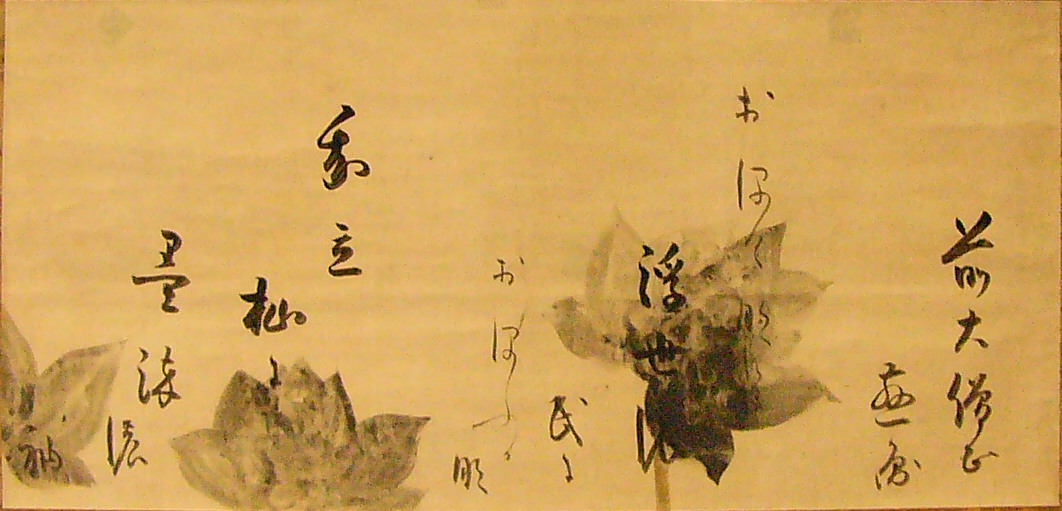
Textblatt[A 4]
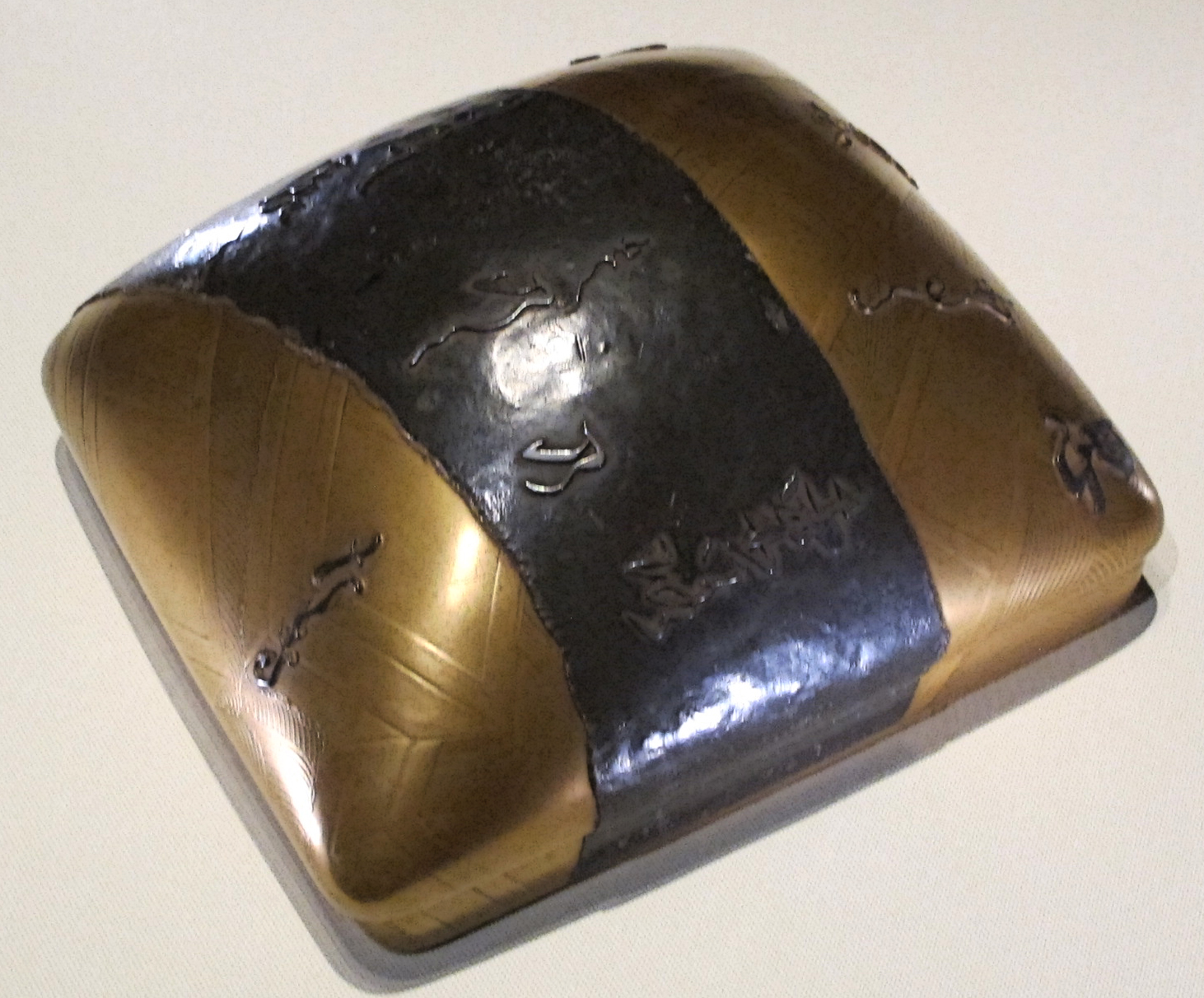
Schachtel für Schreibutensilien[A 5]
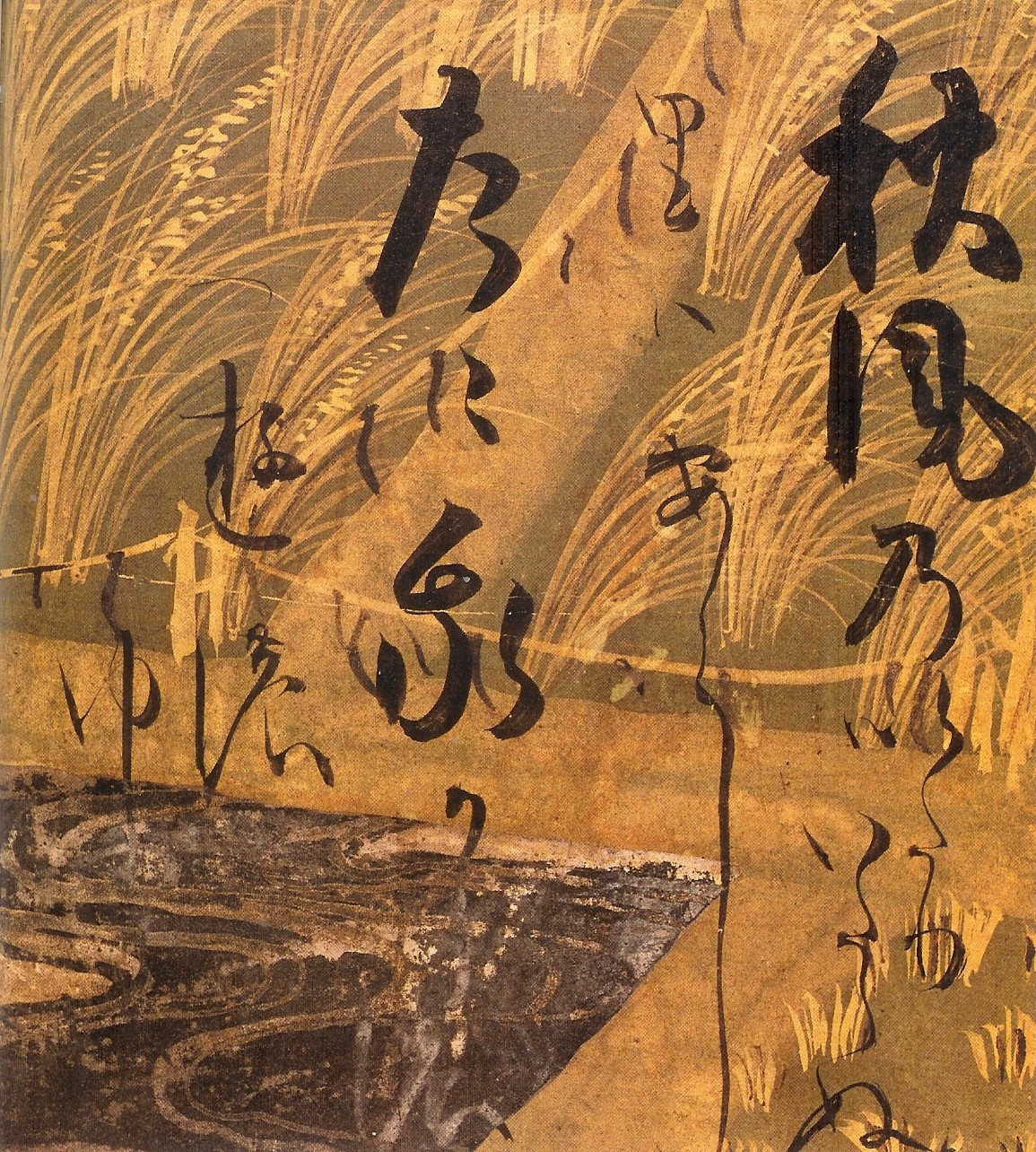
Kalligraphie[A 6]
Bildrolle mit Kranichen (Ausschnitt), Untergrund von Sōtatsu.